# Trojanisches Pferd

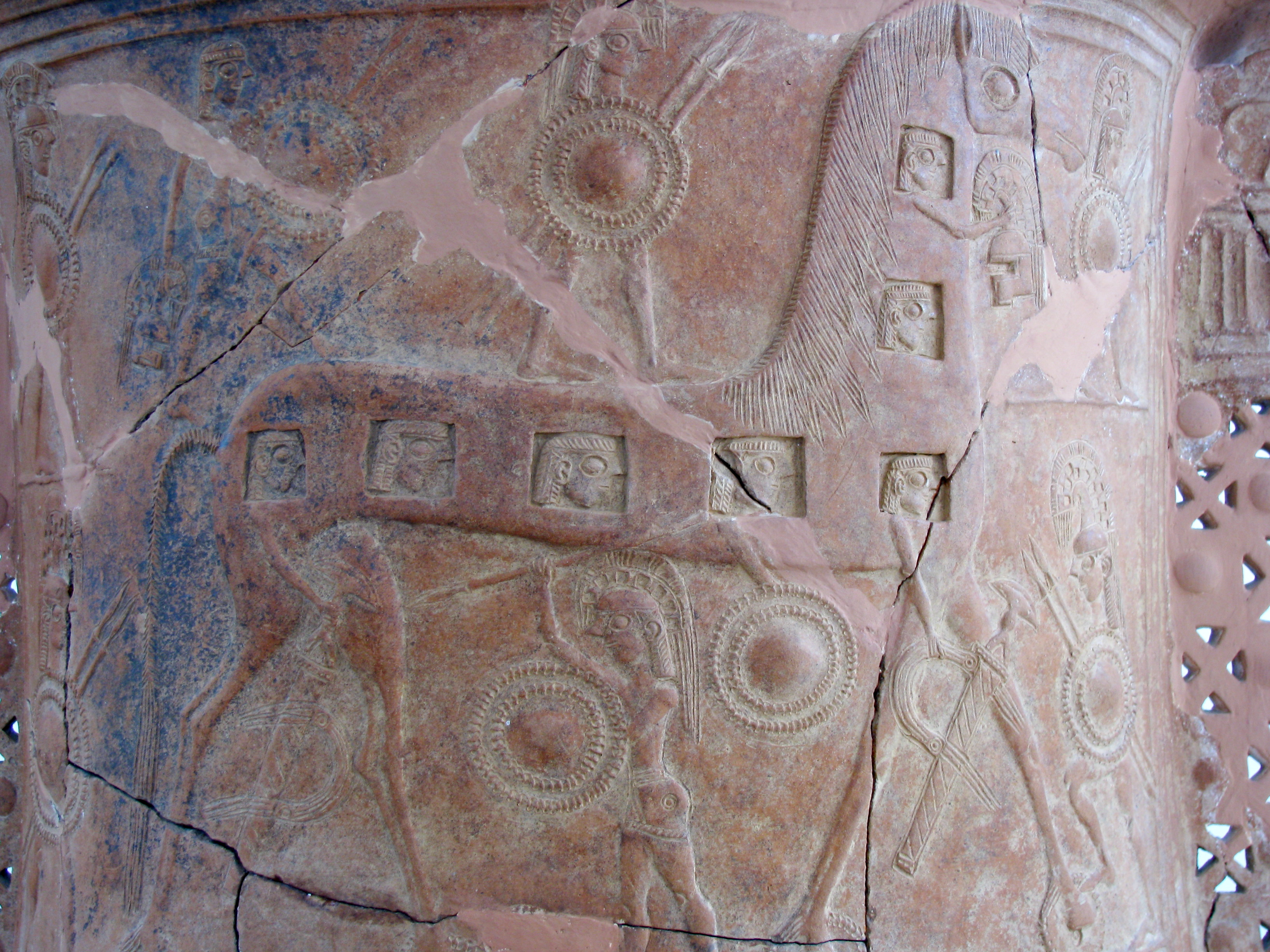
Reliefpithos, bekannt als Pithos von Mykonos
(oder „Mykonos-Vase“), mit der ältesten bekannten Darstellung des Trojanischen Pferdes (670 v. Chr.)

Das Trojanische Pferd war in der griechischen Mythologie ein hölzernes Pferd vor den Toren Trojas, in dessen Bauch griechische Soldaten versteckt waren. Die Soldaten öffneten nachts, nachdem das Pferd in die Stadt hinein gezogen worden war, die Stadttore Trojas von innen und ließen ihr Heer hinein. Durch diese Kriegslist gewannen die Achaier genannten Griechen des Mythos den Trojanischen Krieg.
In der ältesten schriftlichen Tradierung der mythischen Erzählung bei Homer wird das Pferd im ionischen Dialekt Homers δουράτεος ἵππος douráteos híppos genannt, „Hölzernes Pferd“ beziehungsweise „aus Schiffsplanken gefertigtes Pferd“.
Metaphorisch versteht man heute unter einem „trojanischen Pferd“ ein harmlos aussehendes Objekt, das ein Angreifer zur Tarnung verwendet, um in einen sicheren, geschützten Bereich eingelassen zu werden. So ist beispielsweise in der EDV das Trojanische Pferd ein Begriff für ein derartiges Schadprogramm.

## Mythos
In Homers Odyssee wird das Pferd erwähnt, Ausschmückung erhielt die Erzählung aber erst später. So rief laut Vergil und Quintus von Smyrna der Seher Kalchas, nachdem die Griechen im Trojanischen Krieg zehn Jahre lang erfolglos um die Mauern von Troja gekämpft hatten, eine Versammlung der vornehmsten Helden zusammen und riet ihnen, Troja nicht mit Gewalt, sondern mit Hilfe einer List zu erobern. In anderen Quellen werden Odysseus oder dessen Gefangener Helenos als Urheber der List genannt. Die Griechen bauen daraufhin ein großes Holzpferd, in dessen Innerem sich griechische Soldaten verstecken konnten. Die Wahl des Pferdes war nicht zufällig, da Homer Troja stets als "rossenährend" (ἱππόβοτος) und die Trojaner als "rossebezwingend" (ἱπποδάμους) charakterisiert.
Das Pferd wird aus dem Holz eines Hartriegels vom griechischen Helden Epeios erschaffen, dem im Traum die Göttin Pallas Athene erschienen war. Sie trug ihm auf, das mächtige Ross aus Balken zu zimmern, und versprach ihren Beistand zur schnelleren Vollendung des Werkes. Späte Autoren schmückten die Beschreibung des Pferdes weiter aus, nannten als Baumart für den Leib das heute als Abies equi-trojani („Tanne des trojanischen Pferdes“) bekannte Holz. Die Augen des Pferdes ließen sie aus Obsidian und Bernstein, die Zähne aus Elfenbein und die Mähne aus echtem Pferdehaar gefertigt sein, die Hufe hätten geglänzt wie polierter Marmor. Mit Athenes Hilfe und der Unterstützung der Atriden schaffte er es, sein Kunstwerk innerhalb von drei Tagen zu vollenden. Das Pferd trug die Inschrift „Die Griechen dieses Dankopfer der Göttin Athene für eine sichere Heimfahrt“.
Die Kämpfer stiegen nun in das Pferd und die Armee täuschte den Abzug vor. Sinon, ein heldenhafter Grieche, der sich eigens zu diesem Zweck freiwillig gemeldet hatte, machte die Trojaner glauben, es handele sich um ein Weihgeschenk der Griechen an die Göttin Athene. Das Pferd bringe ihnen Unheil, sollten sie es zerstören. Die Griechen hätten es so groß gebaut, damit es nicht durch die Stadttore passe. Falls die Trojaner es nämlich in ihre Stadt brächten, stünden sie unter dem Schutz der Athene. Der Priester Laokoon warnte die Trojaner vor dem unheilvollen Danaergeschenk: Timeo Danaos et dona ferentes („Ich fürchte die Danaer, auch wenn sie Geschenke bringen“). Auch Kassandra, die Tochter des Königs Priamos, warnte eindringlich, das Pferd bringe den Untergang Trojas.
In der Stadt blieben die Warnungen des Laokoon und der Kassandra unbeachtet. Das Pferd wurde in die Stadt gezogen und vor dem Tempel der Athene aufgestellt. In der Nacht krochen die Soldaten aus dem Bauch des Pferds und öffneten die Stadttore. Die Griechen, die in der Nacht zurückgekehrt waren, drangen in die Stadt ein und zerstörten sie. Dabei kam es zu zahlreichen Freveltaten: Anlass für die Götter, die Heimfahrt zahlreicher Griechen zu behindern, wie Homers Odyssee oder die Mythen um Ajax den Lokrer berichten.

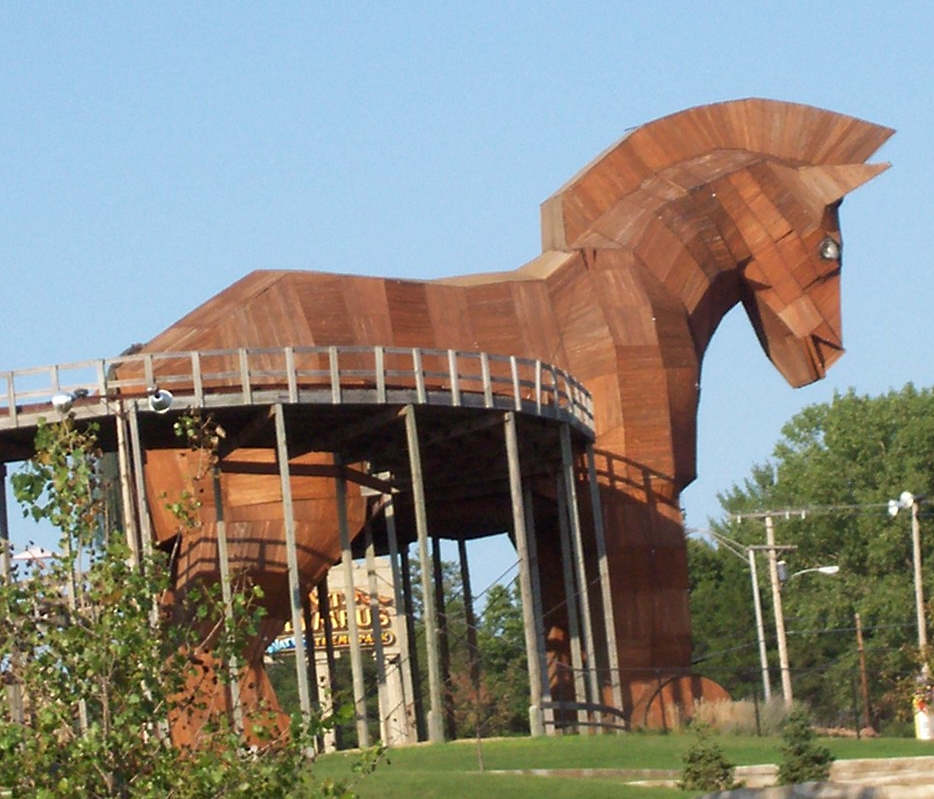
Trojanisches Pferd, Mount Olympus Water & Theme Park, USA
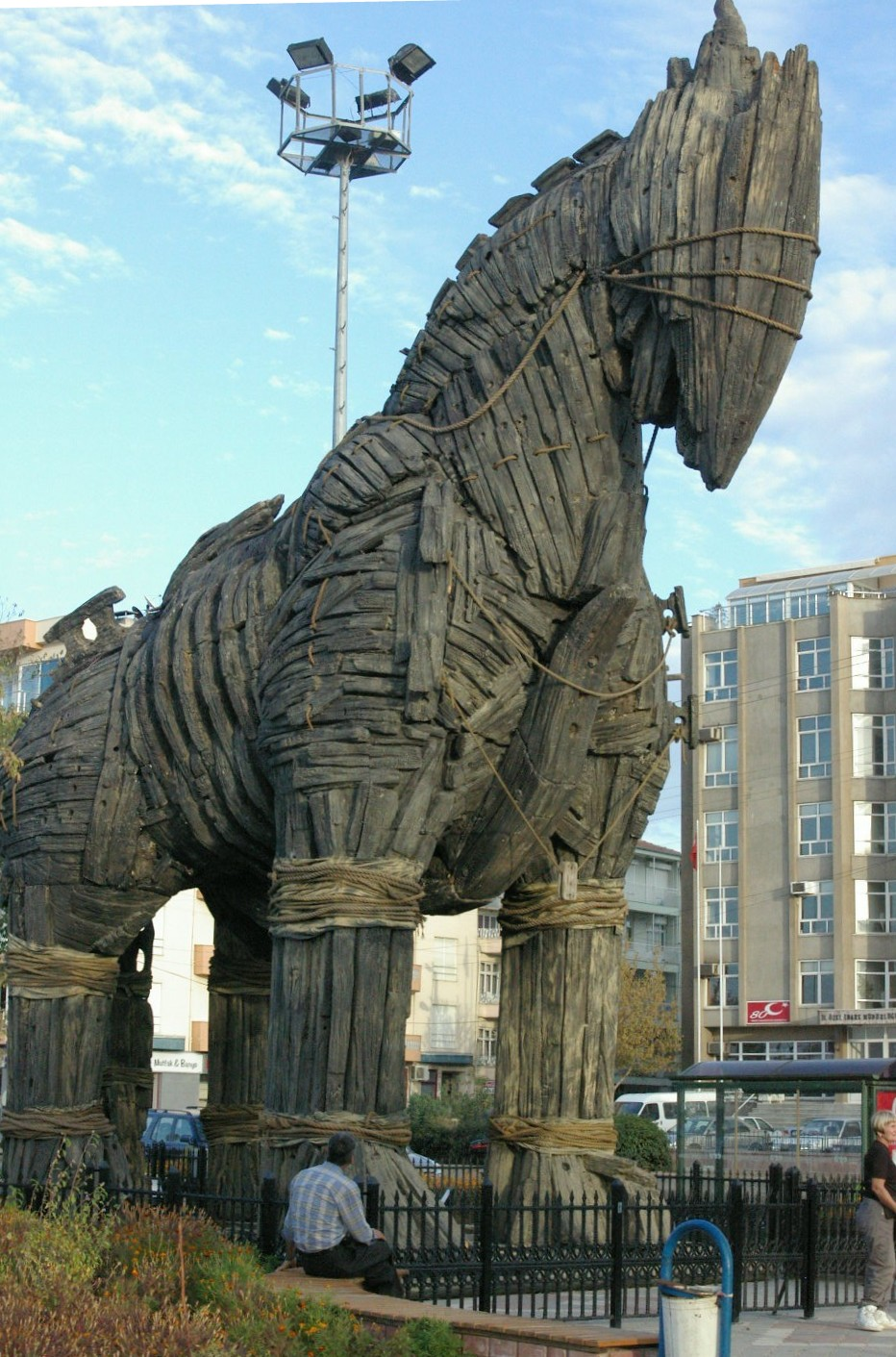
Trojanisches Pferd, Requisite des Films Troja, Çanakkale, Türkei
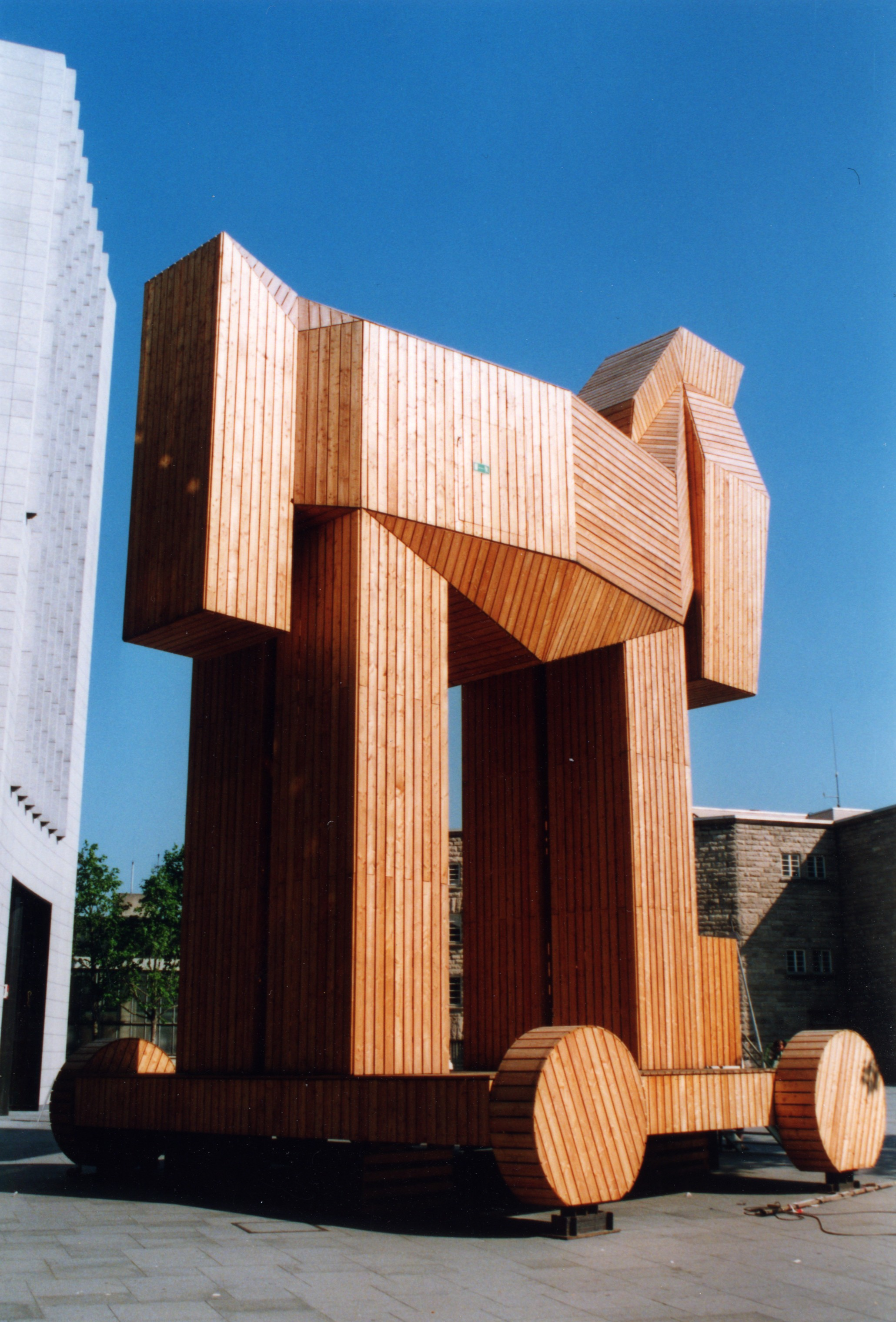
Trojanisches Pferd, Troja-Ausstellung im Mai 2001 in Stuttgart
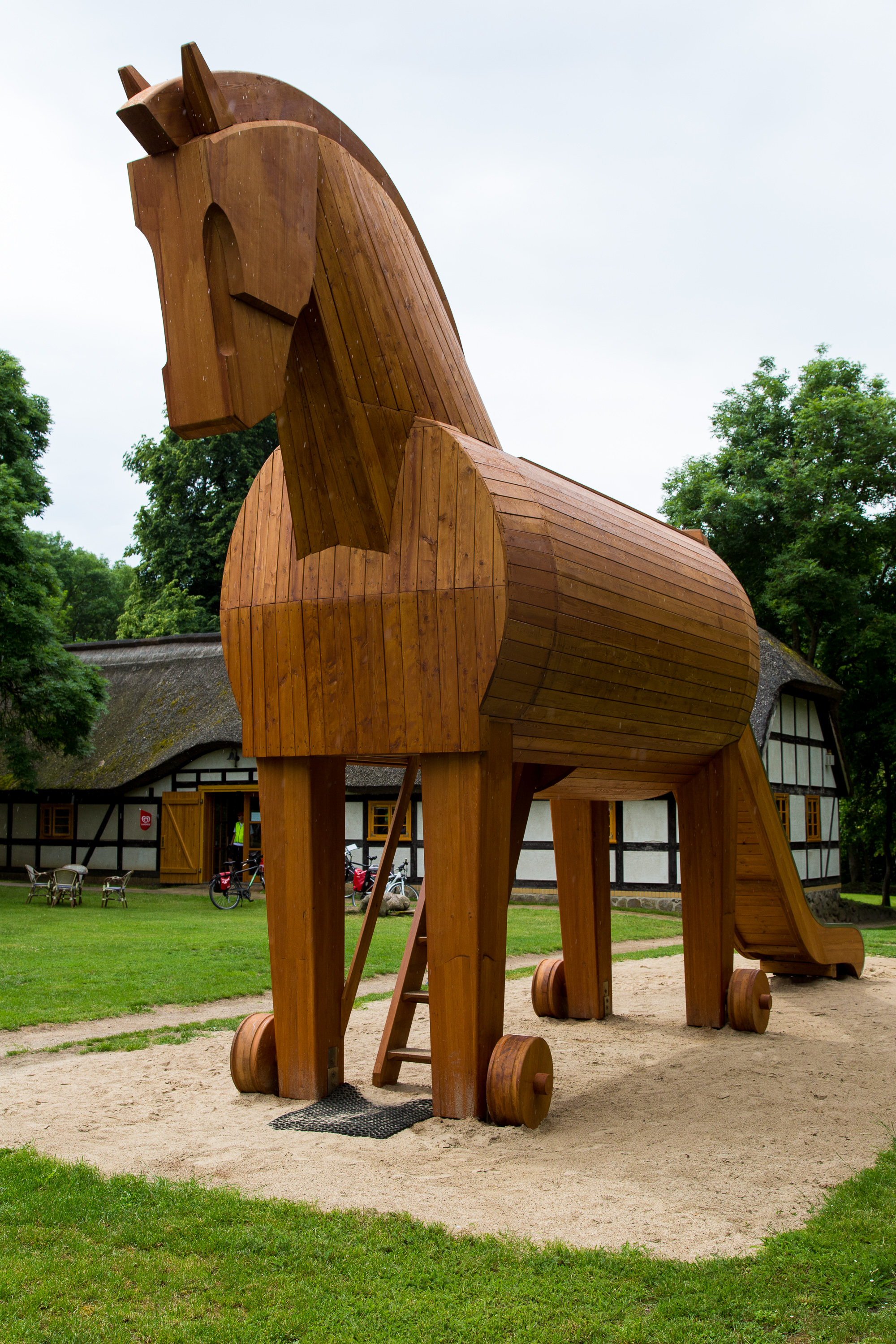
Trojanisches Pferd vor dem Heinrich-Schliemann-Museum in Ankershagen

## Überlieferung
Eine historische Beschreibung einer Eroberung Trojas am Ende der Bronzezeit ist nicht bekannt, ein realer Hintergrund des Mythos ist aber denkbar. Der heute bekannte Mythos ist auf verschiedenen Wegen überliefert worden: zunächst wohl nur mündlich, insbesondere durch Rhapsoden, dann vor allem durch Homer, aber auch durch spätere schriftliche Bearbeitungen und Zitate in anderen Werken. Zu den schriftlichen Quellen zählen Teile des Epischen Zyklus (Ἰλίου πέρσις Iliou persis, „Fall von Ilion“) und die Odyssee Homers sowie mehrere Neubearbeitungen wie die Aeneis des Vergil (2. Gesang), die Posthomerica von Quintus von Smyrna oder die Iliou halōsis (Ἰλίου ἅλωσις) von Triphiodoros. Die Details variieren in den verschiedenen Bearbeitungen.
Erwähnung der Begebenheiten in der Odyssee (Übersetzung von Johann Heinrich Voß):
„Also bestand er auch jene Gefahr, mit Kühnheit und Gleichmut, In dem gezimmerten Rosse, worin wir Fürsten der Griechen Alle saßen, und Tod und Verderben gen Ilion brachten“ (4. Gesang, Vers 271 ff.)
„Fahre nun fort, und singe des hölzernen Rosses Erfindung, Welches Epeios baute mit Hilfe der Pallas Athene, Und zum Betrug in die Burg einführte der edle Odysseus“ (8. Gesang, Vers 493 ff.)
Es sind nur drei erhaltene klassische Darstellungen des Trojanischen Pferdes bekannt. Die älteste ist das gut erhaltene Relief auf der „Mykonos-Vase“, einem Reliefpithos (siehe Bild ganz oben). Sie wird in das 7. Jahrhundert v. Chr. datiert, also einige Jahrhunderte nach der angeblichen Zeit des Krieges, ungefähr zur Zeit der schriftlichen Überlieferung durch Homer.

## Fachliche Erklärungen
In der modernen Wissenschaft gibt es verschiedene Spekulationen, was das Trojanische Pferd noch hätte sein können. So gibt es die These eines Rammbocks, der zu einem gewissen Grad einem Pferd ähnelte, und dass die Beschreibung der Verwendung dieses Gerätes dann im Mythos durch spätere mündliche Überlieferung – sich der Bedeutung des Namens nicht bewusst – umgewandelt wurde. Zu dieser Zeit benutzten die Assyrer Belagerungsmaschinen mit Tiernamen. Auch die Möglichkeit eines Belagerungsturmes wurde in Betracht gezogen. Aufgrund der ausgeklügelten Verteidigungsanlagen Trojas wird der erfolgreiche Einsatz solcher Kriegsgeräte jedoch als unwahrscheinlich erachtet.
Es wurde auch die Möglichkeit vorgeschlagen, dass tatsächlich ein Erdbeben während des Krieges die Mauern beschädigt hat. Poseidon hatte eine dreifache Funktion als Gott des Meeres, der Pferde und des Erdbebens.
Eine subtilere Interpretation ist, dass eine sehr frühe Bezeichnung für Schiff „Hölzernes Pferd“ gewesen ist. Die antike Zivilisation der griechischen Marine verwendete das Boot wie ein Pferd. Somit ist das Pferd das Tier von Poseidon und Homer beschrieb die Schiffe wie die Pferde des Meeres. Zudem gleichen die Begriffe, mit denen die Männer in das Pferd gesetzt sind, denjenigen bei der Beschreibung der Einschiffung der Männer auf einem Schiff.

## Die Helden im Pferd
Die im Pferd versteckten Helden sind als eine Elitegruppe der Griechen zu sehen. Sie bestand aus den besten freiwilligen Kämpfern, vor allem aus Anführern. Ihre Anzahl schwankt in den verschiedenen Bearbeitungen: Laut der Bibliotheke des Apollodor waren es 50 Mann, nach Triphiodoros und – ihm mit gleicher Namensliste folgend – Tzetzes waren es 23. Quintus von Smyrna gibt 30 Namen an, aber er sagt, es waren mehr Kämpfer. Die folgende Liste enthält die 40 Namen, die bei Vergil, Hyginus, in der Bibliotheke des Apollodor, bei Quintus von Smyrna und Triphiodoros in unterschiedlichen Zusammensetzungen genannt werden:
| - Agapenor - Aias - Akamas - Amphidamas - Amphimachos - Antiklos - Antimachos - Antiphates - Demophon - Diomedes | - Echion - Epeios - Eumelos - Euryalos - Eurydamas - Eurymachos - Eurypylos - Ialmenos - Idomeneus - Iphidamas | - Kalchas - Kyanippos - Leonteus - Machaon - Meges - Menelaos - Menestheus - Meriones - Neoptolemos - Odysseus | - Peneleos - Philoktetes - Podaleirios - Polypoites - Sthenelos - Teukros - Thalpios - Thersander - Thoas - Thrasymedes |

Antiklos soll schon im Pferd gestorben sein. Von Helena betört, war er im Begriff zu antworten; Odysseus wollte ihn zum Schweigen bringen und erstickte ihn. Echion starb, als er aus dem Pferd sprang.

## Fortwirkung

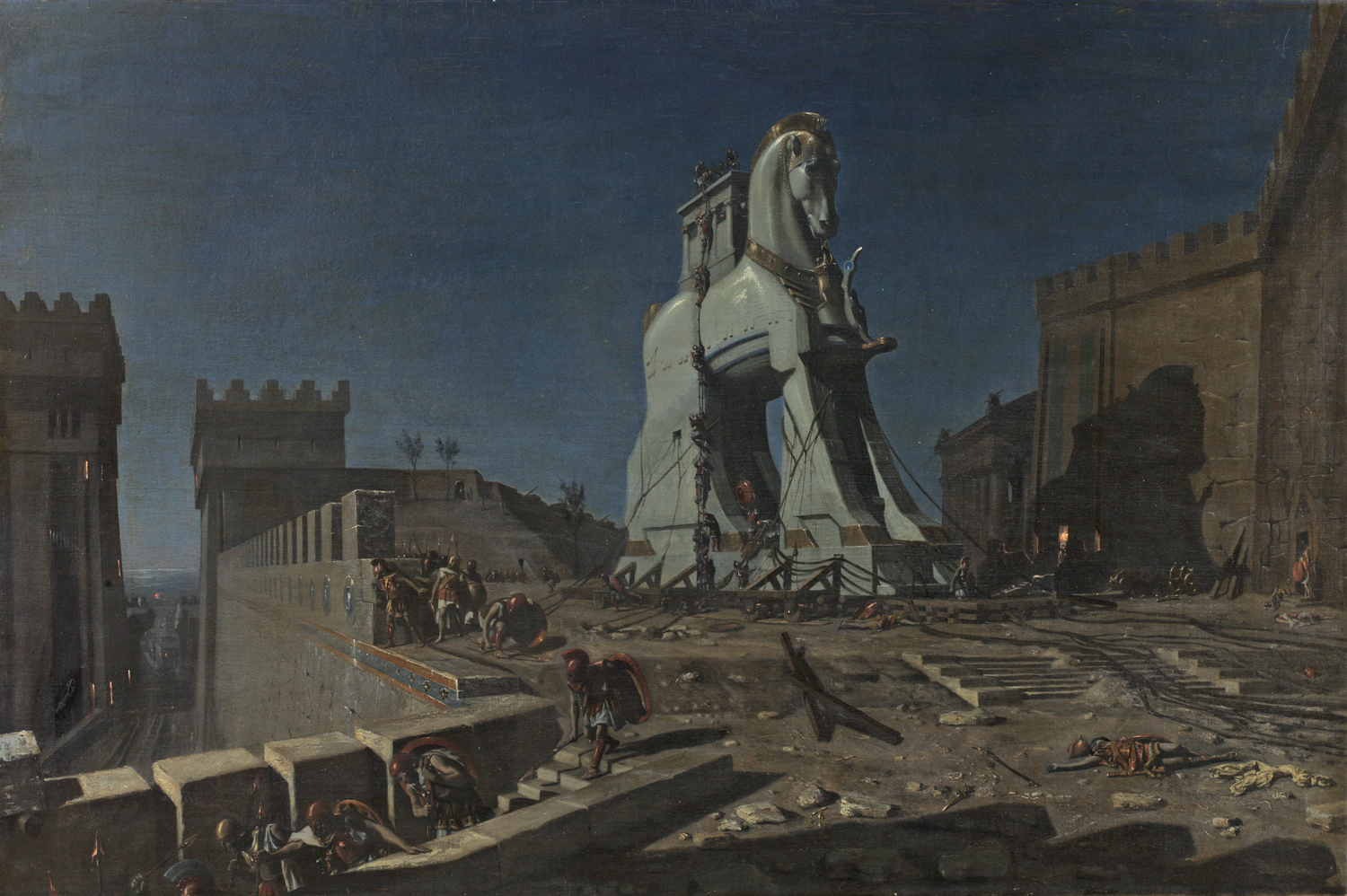
Henri-Paul Motte: Das Trojanische Pferd. Historiengemälde aus dem Jahr 1874.

Die Kriegslist des Trojanischen Pferdes wurde 1590 bei der Eroberung der Stadt Breda im Rahmen des Achtzigjährigen Krieges variiert, indem es dem niederländischen Feldherrn Moritz von Oranien gelang, ein Torfschiff, in dem Soldaten versteckt waren, in die von ihm belagerte Stadt segeln zu lassen. 
Die USA entwickelten mit dem „Project Troy“ eine Variante der psychologischen Kriegsführung im Kalten Krieg gegen die Sowjetunion. 
Der Mythos wirkt durch die gesamte Geistesgeschichte bis heute fort und wurde immer wieder in den verschiedensten Künsten aufgegriffen, zum Beispiel in:
- Paul Nizan: Le Cheval de Troie Roman, 1935; deutsch 1979
- Im parodistischen Film Die Ritter der Kokosnuß von Monty Python (1975) wollen Artus und seine Ritter eine französische Burg durch einen hölzernen „Hasen“ einnehmen, sie vergessen aber, sich im Hasen zu verstecken.
- Königssturz, 2008 (Fall of Kings, 2007), das letzte Buch der Troja-Trilogie von David Gemmell. Hier wird der Begriff allerdings nicht für ein hölzernes Pferd verwendet. Gemmell nennt die Kavallerie Trojas „Trojanisches Pferd“. Die List des Odysseus besteht bei ihm darin, eigene Reiter in der Verkleidung dieser Kavallerie nach Troja reiten zu lassen, worauf die Trojaner ihnen die Tore öffnen.
- Troja (Film) (2004)